# Aparellament de Veus Disfressades
La prova de veus disfressades (matched-guise test) és una tècnica experimental sociolingüística que s'utilitza per determinar els "veritables" sentiments d'un individu o comunitat envers una llengua, dialecte o accent específic. En aquesta tècnica, els informants escolten gravacions de parlants de dues o més varietats lingüístiques i fan judicis sobre diversos trets d'aquests parlants, com ara l'alçada corporal, la bona aparença, el lideratge, el sentit de l'humor, la intel·ligència, la religiositat, l'autoconfiança, la fiabilitat, l'amabilitat, l'ambició, la sociabilitat, el caràcter i la simpatia (Stefanowitsch 2005). Els subjectes creuen que estan escoltant parlants diferents, sense adonar-se que en realitat estan escoltant un sol parlant, un bilingüe o políglot, que interpreta en secret dues o més veus o personatges lingüístics, coneguts com a "disfresses". Per tant, els subjectes acaben obtenint les seves actituds sobre diferents varietats de parla com si fossin utilitzades (sense el coneixement dels subjectes) per un sol parlant.
Aquest experiment va ser introduït per primera vegada per Wallace Lambert i els seus col·legues a la Universitat McGill a la dècada del 1960 per determinar les actituds dels francocanadencs bilingües envers l'anglès i el francès (Davies & Elder 2004:189, Agheyisi & Fishman, 1970). Com que l'objectiu inicial d'aquests estudis abasta des de la influència de les actituds lingüístiques en els sistemes educatius i polítics fins a la seva influència en els entorns laborals, la tècnica de Lambert ha demostrat ser eficaç per identificar i obtenir certs estereotips cap a determinats grups socials. La tècnica de la disfressa coincident s'ha utilitzat àmpliament en entorns biculturals com el Quebec, així com en estudis interculturals i societats multiètniques, i s'ha emprat no només com a instrument per comparar actituds envers les llengües, sinó també envers les variacions en els dialectes i els accents. I depenent de l'oient en particular, l'accent, els patrons de parla, el vocabulari, l'entonació, etc. d'un parlant poden servir com a marcadors per avaluar l'aspecte, la personalitat, l'estatus social i el caràcter del parlant. Entre altres coses, els oients també posseeixen actituds lingüístiques, que utilitzen per avaluar els parlants que escolten.

## Orígens
La tècnica de la veu disfressada va ser desenvolupada i iniciada per Lambert et al. (1960) per avaluar les reaccions dels residents de Montreal tant envers els francòfons com els angloparlants. Lambert va continuar implementant la tècnica de la disfressa de parella per a futurs estudis, inclosa una investigació sobre com les persones avaluaven els angloparlants amb i sense accent jueu (Anisfeld 1962), anant més enllà del propòsit original de la tècnica d'avaluar les actituds envers les diferents llengües.
La mateixa tècnica s'ha aplicat a angloparlants al Regne Unit. En una investigació per avaluar les diverses reaccions de les persones als accents de Londres i Yorkshire (Strongman i Woosley 1967), els jutges de les diverses disfresses eren tots estudiants i es van dividir a parts iguals en un grup "sud" i un grup "nord". Els resultats, però, no van mostrar gaire variació en les actituds dels jutges envers els accents.
La prova de coincidència de paraules s'ha utilitzat des de llavors en molts altres països per a una gamma d'altres llengües i dialectes.

## Procediment
- i) es tenen en compte les variables de «sexe», «edat», «primera llengua (L1) », «varietat utilitzada en les relacions domèstiques», etc. dels «jutges» que avaluen les «veus» enregistrades;
- ii) es tenen en compte les variables de «sexe», «edat», «veu» i «varietat lingüística» dels individus enregistrats.
- iii) el material estimulant parlat en la varietat lingüística que s'enregistra s'estudia des d'un enfocament estrictament lingüístic (aspectes fonètics, morfològics, sintàctics i lèxics ) i des d'un punt de vista estilístic ( registre formal, informal...).
- iv) els entrevistats no tenen informació sobre les «veus»; és a dir, no saben que les «veus» que parlen almenys dues varietats lingüístiques diferents són la mateixa persona i que es tracta de disfresses; d'aquí el nom de la tècnica: veu disfressada.
- v) hi ha un control total sobre la variable «veu», amb l'eliminació de totes les característiques de velocitat, volum, timbre, to, etc. No obstant això, la importància d'aquesta tècnica rau en la manipulació de les característiques lingüístiques del material d'estímul oral, en lloc de manipular les veus enregistrades.
- vi) la durada de l'enregistrament del material d'estímul oral és de dos minuts;
- vii) es demana als «jutges» o entrevistats que avaluïn les qualitats personals dels individus enregistrats sobre la base de les seves «veus», com si estiguessin avaluant la «veu» d'algú que no coneixien durant una conversa telefònica.
- viii) un qüestionari permet atribuir-los els trets de personalitat de les «veus» avaluades (intel·ligència; lideratge; atractiu físic; estatus social, desagradable...).

## Crítiques

### Limitacions
Hom considera que és típic en les proves de compatibilitat de disfresses que una de les gravacions sigui d'un parlant utilitzant el seu dialecte "natural" i una altra del mateix parlant "interpretant" un altre dialecte. Assumir que les dues són commensurables és metodològicament ingenu. A més, en certs escenaris pot ser impossible que els passatges siguin pronunciats per l'individu a causa de la probabilitat que l'oient reconegui els parlants com un de sol. Per evitar-ho, molts estudis han utilitzat diferents parlants per llegir el passatge. Això és problemàtic, ja que és difícil controlar les diferències entre els parlants, com ara la velocitat o l'entonació (Tsalikis et al. 1991). Un altre mètode és dividir els oients en dos grups i fer que cada grup escolti només una disfressa, en aquest cas cal incloure material de farciment idèntic per veure si els dos grups qualifiquen passatges idèntics de manera similar (Stefanowitsch 2005).

### Estereotips (in)existents
Gardner i Lambert (1972) assenyalen algunes de les limitacions del seu mètode:
- i) Hi ha certa incertesa sobre si les mesures d'actitud que emergeixen són realment el que creuen els entrevistats o el que pensen que haurien d'expressar en públic sobre les seves opinions;
- ii) Hi ha la possibilitat que l'enregistrament fomenti l'ús d'estereotips, cosa que produeix altres associacions reflectides en les dades obtingudes.

### La naturalesa experimental de la tècnica
Un altre aspecte d'aquesta tècnica amb connotacions negatives són les seves característiques experimentals: la tècnica de la disfressa coincident se sol utilitzar amb grups a les aules o laboratoris i, per tant, ha estat qualificada d'artificial o poc "natural"; Robinson (1978) també creu que les situacions experimentals, per la seva naturalesa, obliguen els individus a donar una resposta. A més, l'ús de material d'estímul oral creat per a l'experiment ha augmentat l'escepticisme sobre l'obtenció de resultats significatius amb aquesta tècnica (Tajfel, 1962; Lee, 1971; Robinson, 1972). Lee (1971) fins i tot suggereix que repetir el missatge pot significar que els "jutges" se centren en les característiques lingüístiques de les varietats utilitzades més del que ho farien en una situació normal i incondicionada.

### La pressuposició monoestilística de les varietats utilitzades
A més, aquesta tècnica pressuposa que les varietats lingüístiques avaluades només tenen un estil funcional (Agheyisi i Fishman, 1970). Per tant, no pot explicar el significat social de la capacitat multiestilística dels parlants en diferents contextos o graus de coneixement de les varietats lingüístiques avaluades. No obstant això, s'han fet esforços per millorar la prova de coincidència de paraules per cobrir això (Howard i Bourhis 1976).